# Illuseum Berlin
Das Illuseum Berlin ist ein Museum über optische Täuschungen in der Karl-Liebknecht-Straße 9 in Berlin, Ortsteil Mitte. Die Einrichtung wurde 2018 als Museum der Illusionen eröffnet und 2019 in Illuseum umbenannt.
Gezeigt und demonstriert werden in interaktiven Installationen digitale und analoge optische Illusionen, wie The Head on a Plate und Stuhl. Weitere Ausstellungsbereiche sind ein Ames-Zimmer, ein Kaleidoskop und ein Spiegelkabinett. Insgesamt gibt es rund 50 Exponate und eine wechselnde Sonderausstellung, wie im August 2021 die Ausstellung Refractions mit Kunstwerken von Boaz Balachsan. Mitunter finden spezielle Tages-Veranstaltungen statt, so gibt es ein „Valentinstag-“, ein „Nikolaus-“ oder ein „Halloween-Special“.
Das Museum wird von der Verwunderei GmbH betrieben, Geschäftsführer ist Michael Posch.